# ファンキーデイズ!
「ファンキーデイズ!」（FUNKY DAYS!）は、男性4人組ダンスユニットLeadが2003年7月30日に発売した4枚目のシングルである。

## 概要
初回封入特典はトレーディングカード1枚（全5種）、オリジナル壁紙・待ち受け画面がダウンロードできるURL掲載、Lead 2003 サマーキャンペーン応募ハガキ。

## 収録曲
1. ファンキーデイズ!
（作詞：榎土敦之 / 作曲、編曲：田村信二）
日本テレビ系『あんグラ☆NOW!』、『√f』、『旅は日帰リッチ』各番組エンディングテーマ
2. ALL MY LIFE ～真夏の海物語～
（作詞、作曲、編曲：笹本安詞）
3. 真夏のMagic 2003 ～MAGICAL RED HOT SUMMER REMIX～
（作詞、作曲：笹本安詞 / リミックス：AKIRA）
1stシングルのリミックス。
4. ファンキーデイズ! -instrumental-